# Age of Madness
Age of Madness ist das siebte Studioalbum der deutschen Krautrock-Band Jane. Zum ersten Mal wurde eine Studio-LP in derselben Besetzung wie beim Vorgänger eingespielt. Von den neun, alle unter sechs Minuten langen Stücken sind drei instrumental.

## Entstehungsgeschichte
Im September 1977 war Jane die hauseigene Ehrung mit dem „Goldenen Brain Label“ für insgesamt 300.000 abgesetzte LPs in Deutschland zuteilgeworden. Die als Verkaufsförderung gedachte Aktion stärkte jedoch unfreiwillig die Position Janes beim Aushandeln eines Folge-Vertrages. Während beide Seiten zäh ums Geld rangen, weihte Jane das soeben bezogene Jane Studio mit der Produktion eines Albums ein. Metronome/Brain stellte zeitgleich eine Best-of-LP für den Fall des Scheiterns zusammen. Im März 1978 war ein neuer Plattendeal unter Dach und Fach. Der Pauschallizenz-Vertrag sah eine Garantiesumme für die urheberrechtlichen Verwertungsrechte von 600.000 DM vor. Statt der bereits angepressten Kompilation Crown erschien Anfang April das gerade vollendete Werk Age of Madness. Schon am 13. April 1978 erhielt Jane die nächste Auszeichnung, diesmal eine offizielle, nämlich eine „Silberne Schallplatte“ für Jane Live at Home. Trotz Erfolgshöhepunkt und Besetzungsstabilität fühlte sich Manfred Wieczorke unwohl, so dass er die Band im Frühjahr 1979 verließ.
Repertoire gab am 17. Juni 1997 die CD heraus, Bonus-Material ist nicht enthalten.

## Titelliste
Alle Kompositionen: Jane.
Seite 1:
1. Age of Madness – 5:45
2. Memory Symphony – 4:25
3. Auroville – 3:40
4. Love Song – 3:53

Seite 2:
1. Bad Game – 5:14
2. Get This Power – 2:40
3. With Her Smile – 4:20
4. Meadow – 3:27
5. Age of Madness (Part II) – 2:39

## Songinfos
Bei der musikalischen Beschreibung Janes wurden immer wieder drei Stilrichtungen mit jeweiligen prominenten Vertretern angeführt. Am häufigsten fiel der Name Pink Floyd. Auf Age of Madness zeigt sich die Nähe zu Pink Floyd in der symphonischen Ummantelung, also den beiden Teilen des Liedes Age of Madness am Anfang und am Ende der dann auch gleich so betitelten LP. Im Zusammenhang mit der Rock-Komponente, die bisweilen in Richtung Hard Rock ausschlägt, bot sich die Nennung der Scorpions schon wegen der gemeinsamen Heimatstadt Hannover an. Bad Game ist das rockigste Stück des Albums und hält somit diesem Vergleich am ehesten stand. Eine deutlichere Anlehnung weist With Her Smile auf, das stark an die Glam-Rock-Gruppe Slade erinnert (genau gesagt an Coz I Luv You, 1971). Neben symphonisch-psychedelischer und melodisch-rockiger Komponente ist die dritte die damals zeitgemäße und unter dem Begriff Krautrock subsumierte, die in Form des Instrumentalstücks Meadow unverkennbare Akzente setzt, indem es wie die ein oder andere Passage bei den Labelkollegen von Novalis getragen-sentimental zum Träumen einlädt, was auch als „atmosphärischer Soft-Rock“ bezeichnet wurde.
Die im Mai 1978 erschienene Single Lovesong (B-Seite: Get This Power) wurde als „erste Jane-Single überhaupt“ angepriesen, was ebenso wenig stimmte wie die Zusammenschreibung des Titels.
Eine Auskopplung im 16 Minuten wiedergebenden EP-Format heißt ebenfalls Age of Madness und lässt eigentlich einen auf dem Titelsong liegenden Schwerpunkt, beispielsweise eine zusammengeschnittene Langversion, erwarten, jedoch ist lediglich der „Part II“ zu hören. Außerdem enthalten sind die Album-Versionen von Auroville, With Her Smile und Bad Game.
Auroville ist eine im Süden Indiens gelegene von der UNESCO geförderte Projektstadt, in der der Gedanke einer gesamtgesellschaftlichen Menschheit gelebt wird.

## Artwork
Das Design der Plattenhülle besorgte, wie schon bei den beiden Alben zuvor, „PPT“, was aufgelöst „Peter Peter Team“ bedeutet. PPT hat sich im Bereich Cover-Gestaltung ansonsten nicht bemerkbar gemacht. Urheber der Fotos ist Peter Peter.
Vorder- und Rückseite des Klappcovers zeigen unterschiedliche Makroaufnahmen derselben weißen Jeanshose, zwar jeweils mit einem Detail des Reißverschlusses, aber nur auf der Vorderseite zusätzlich mit einem unfachmännisch aufgenähten metallenen Feen-Figürchen in der Art einer Brosche. Das eine abgewinkelte Bein der in der Luft stehenden Fee entspricht ganz dem Archetyp. Eine geflügelte Menschengestalt – wahrscheinlich eine Ikarus-Darstellung – war schon im Innenteil des vorigen Studioalbums Between Heaven and Hell in Erscheinung getreten.
Das aufgeklappte Cover von Age of Madness zeigt inwendig ein Art-déco-Interieur, wobei die Fotografie gespiegelt ist. Spiegelachse ist der senkrecht verlaufende Knick in der Mitte. Durch eine offene Tür blickt man auf ein Jugendstilmotiv. Es handelt sich dabei um das als Kunstwerk geltende, immer wieder aufgelegte Werbeplakat für den Vorabdruck des Romans Rome von Émile Zola in der Pariser Zeitschrift Le Journal (1894) vom französischen Illustrator Charles Lucas. Im Unterschied zum linken Bild fehlt im rechten Spiegelbild dieses Plakat. Es wurde nicht sorgfältig wegretuschiert, sondern grob herausgeschnitten. So fiel der Eliminierung des Hintergrunds auch der zur weiterhin abgebildeten Tür gehörende Knauf zum Opfer.
Weder wurden Angaben gemacht, wann und wo das Foto entstand, noch Hinweise zur Deutung gegeben (zum Beispiel im Zusammenhang mit dem Albumtitel). Da es sich aufgrund der kurzfristigen Vertragsverlängerung mit der auf Nachschub lauernden Plattenfirma um einen Schnellschuss handelte, konnte die Umstellung der Liedabfolge nicht mehr auf dem Backcover berücksichtigt werden. Wenigstens die Angaben auf den Labels der Schallplattenseiten 1 und 2 stimmen. Die spätere Buchclub-Lizenzausgabe trägt die korrigierte Reihenfolge (und natürlich der sehr viel spätere CD-Re-Release).

## Rezeption
Age of Madness gilt als das letzte „gute“ Jane-Album. Manche meinen, der folgende Niedergang sei schon im Ansatz erkennbar. So heißt es im Deutschrock-Lexikon, Age of Madness lasse „die Dynamik ihrer frühen Werke vermissen“.
Gewollt überspitzt schreibt Laabs Kowalski in seinem satirischen Rundumschlag 50 Jahre Pop & Rock: „Zu den echten Minustalenten gehörten vor allen anderen Jane, wie Schmerzfanatiker auf deren LP Age Of Madness gern noch einmal nachhören können.“
Die Internet-Plattform Allmusic vergab 2 von 5 möglichen Sternen.